# Zornia nuda
Zornia nuda är en ärtväxtart som beskrevs av Julius Rudolph Theodor Vogel. Zornia nuda ingår i släktet Zornia och familjen ärtväxter. Inga underarter finns listade i Catalogue of Life.